# گشوندا
گشوندا (به آلمانی: Geschwenda) یک شهر در آلمان است که در ایلم-کرایس واقع شده‌است. گشوندا ۲٬۲۰۱ نفر جمعیت دارد.